# Carmina Cantabrigiensia

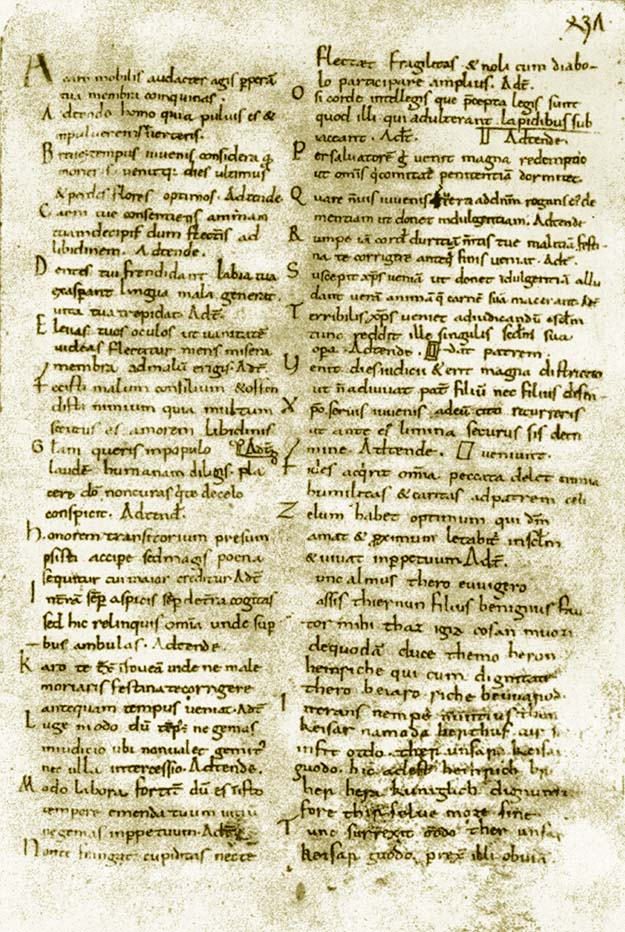
Seite aus den Carmina Cantabrigiensia (Cambridge University Library, Gg 5.35), 11. Jhd.

Die Carmina Cantabrigiensia (dt. Cambridger Lieder) sind eine Sammlung von lateinischen Dichtungen verschiedener Verfasser aus dem 10. und 11. Jahrhundert, die in Deutschland, Frankreich und Italien entstanden. Die Liedersammlung trägt ihren Titel nach dem Aufbewahrungsort der einzigen Handschrift in einem Sammelband der Universitätsbibliothek Cambridge (Cod. Gg 5.35 der UB Cambridge, fol. 432r bis 441v). Sie wurde wohl im Kloster St. Augustin in Canterbury im 11. Jahrhundert aus einer kontinentalen Vorlage abgeschrieben.
Die um 1050 möglicherweise in der Rheingegend zusammengestellte Sammlung enthält Liebes-, Trink-, Tanz- und Naturlieder, Totenklagen, Krönungsgedichte und Preislieder, daneben auch Auszüge aus Epen des Vergil und Statius und eine Ode des Horaz. Auffallend ist das Gedicht De Heinrico (Heinrichslied), das halb in lateinischer und halb in deutscher Sprache verfasst ist und ein frühes Zeugnis politischer deutscher Dichtung darstellt.
Eine ganze Reihe von Liedern handelt vom antiken Philosophen Pythagoras von Samos und feiert ihn als den Entdecker der Verbindung zwischen Arithmetik und Musik. Diese Beziehung wurde 1025 auch im Micrologus von Guido von Arezzo in der von ihm überlieferten Legende von Pythagoras in der Schmiede thematisiert.
Viele Stücke sind Hofgedichte, die eindeutig auf Deutschland verweisen (Preislieder auf König Konrad II., Otto I. etc.). Inhaltliche Indizien sprechen dafür, dass mindestens der Kern der Sammlung im Umfeld Heinrichs III. angelegt wurde.
Die von Karl Strecker 1926 besorgte Ausgabe ist mehrfach neu aufgelegt worden.